# Luca Eliani
Luca Eliani (Roma, 6 maggio 1972) è un doppiatore italiano, noto per essere dal 1989 la principale voce italiana di Paperino, unico personaggio da lui doppiato.

## Biografia
A 17 anni, mentre frequenta a Roma il liceo artistico Caravillani, viene notato per la sua capacità di imitare la voce originale di Paperino e scelto dalla Royfilm per sostituire Franco Latini come voce italiana del personaggio. Eliani ha doppiato il personaggio pressoché in tutti i lungometraggi, cortometraggi, serie televisive e videogiochi a partire dal 1989. Le uniche eccezioni consistono in Bonkers - Gatto combinaguai (in cui è doppiato da Vittorio Stagni) e nel ridoppiaggio parziale dei primi quattro episodi di DuckTales - Avventure di paperi (in cui è doppiato da Stefano Brusa). Ha inoltre partecipato al ridoppiaggio di quasi tutti i cortometraggi precedenti in cui il personaggio appare.
Vive a Roma, dove dopo il diploma si è laureato con lode all'Accademia di Design ICEI e ha lavorato come interior designer (co-fondando lo Studio d'arte). Oggi esercita anche l'attività di pittore.

## Doppiaggi di Paperino

### Cinema e home video
- Bongo e i tre avventurieri (ridoppiaggio parziale)
- Topolino e la magia del Natale
- Fantasia 2000
- Il bianco Natale di Topolino - È festa in casa Disney
- Topolino & i cattivi Disney
- Il re leone 3 - Hakuna Matata
- Topolino, Paperino, Pippo: I tre moschettieri
- Topolino strepitoso Natale!

### Televisione
- Disneyland
- Pippo e il segreto del successo
- Vita da star
- Quack Pack - La banda dei paperi
- Paperino marmittone
- Mickey Mouse Works
- House of Mouse - Il Topoclub
- Buon compleanno Paperino - 70 fantastici anni
- La casa di Topolino
- Topolino
- Topolino - Strepitose avventure
- DuckTales
- La leggenda dei tre caballeros
- Il meraviglioso mondo di Topolino
- Topolino - La casa del divertimento
- Topolino - Il racconto delle due streghe
- Topolino e Minni - Il desiderio di Natale
- Topolino salva il Natale (ancora!)
- Topolino e i suoi amici: dolcetto o scherzetto

### Videogiochi
- Topolino Asilo
- Paperino: Operazione Papero?!
- Topolino e Minni salvaguai
- Chi è PK?
- Epic Mickey 2: L'avventura di Topolino e Oswald
- Topolino Prescolare[4]
- Disney Infinity[5]
- Disney Infinity 3.0 (2015)[6]
- Disney Illusion Island[7]